# كريستوبال كولون رويز
كريستوبال كولون رويز (بالإنجليزية: Cristóbal Colón Ruiz)‏ هو فلاح أمريكي، ولد في 4 أكتوبر 1954 في Yabucoa, Puerto Rico ‏ في الولايات المتحدة.